# Bušovce
Bušovce (polsky Buszowce, maďarsky Busóc, německy Bauschendorf) jsou obec na Slovensku v okrese Kežmarok. V roce 2013 zde žilo 309 obyvatel.
V obci stojí římskokatolický kostel sv. Vavřince z 13. století a evangelický kostel z roku 1818.

## Galerie

Bušovce
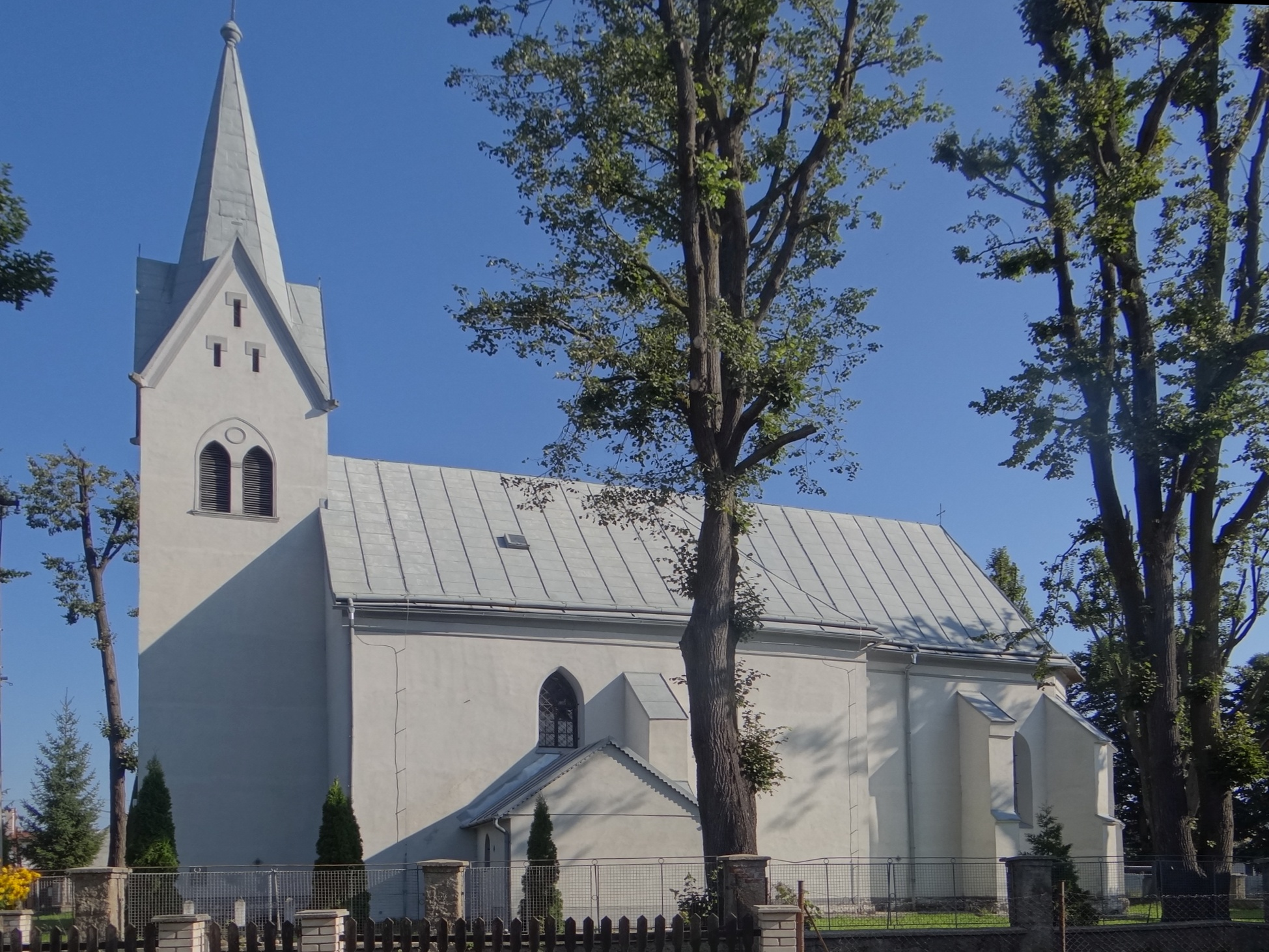
Kostel
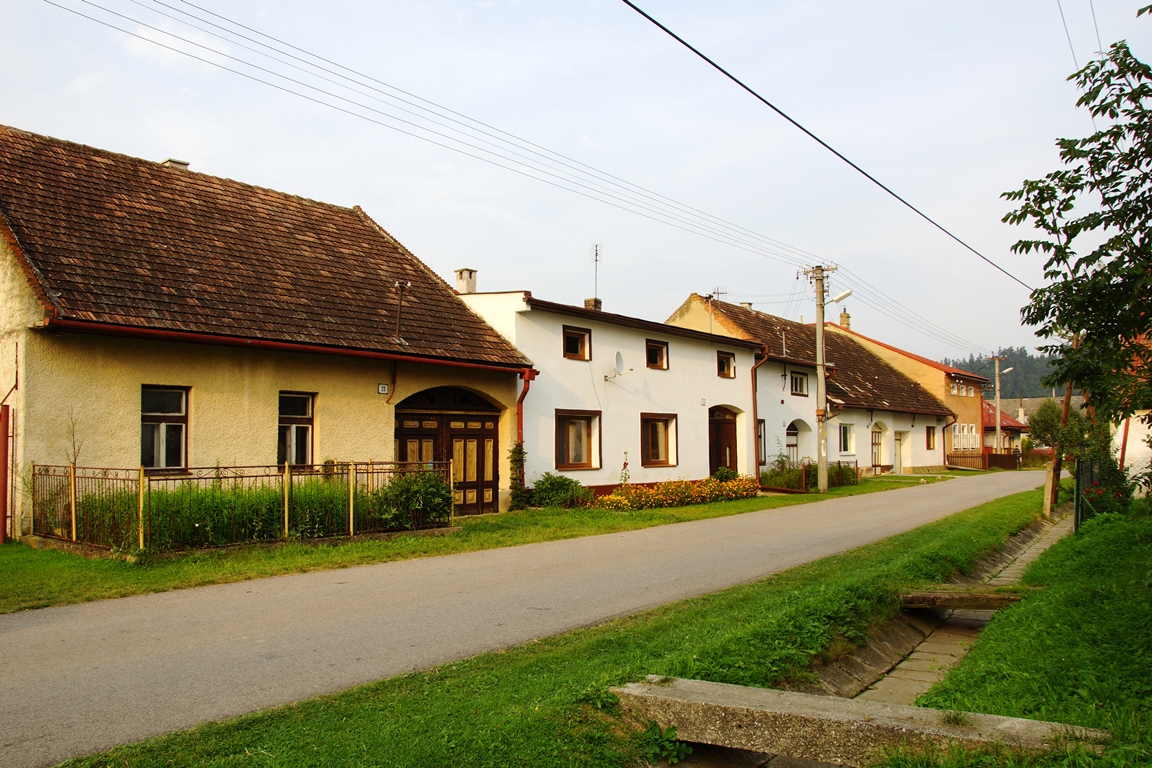
Hlavní ulice
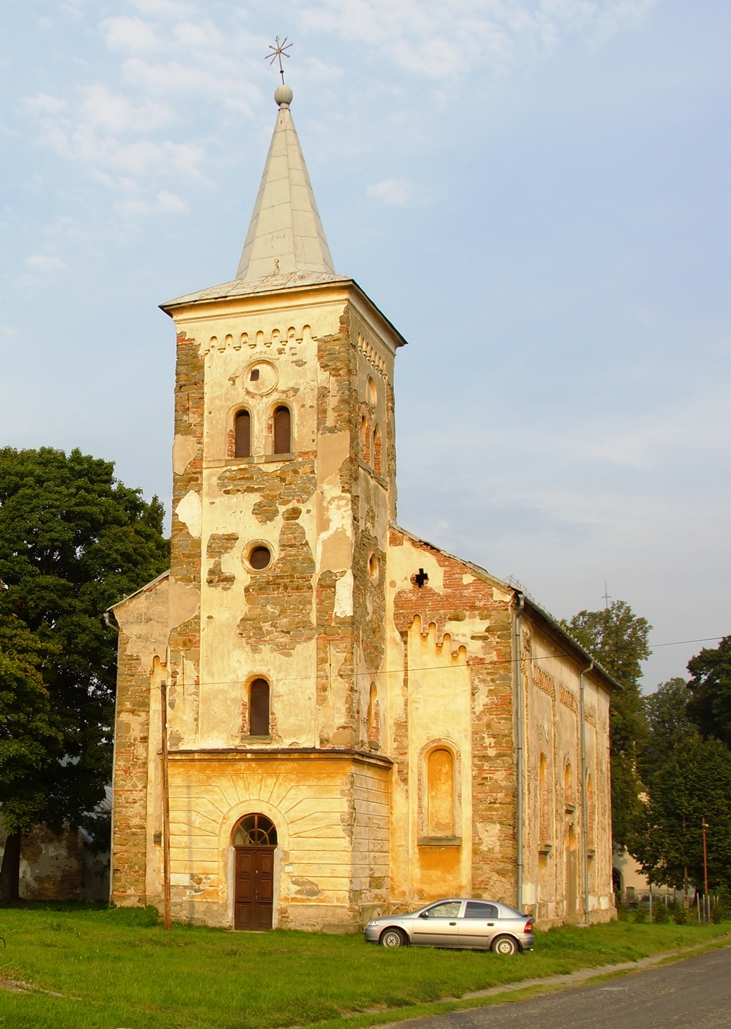
Evangelický kostel